# Dirk Johannes Opperman
Dirk Johannes (D.J.) Opperman, född 1914, död 1985, var en sydafrikansk, afrikaansspråkig författare, i första hand lyriker. Med tematik och bildspråk från bantufolkens värld ger han uttryck för en humanism som hotas av vår tids industrialisering, i bland annat samlingarna Heilige beeste (1943) och Engel uit die klip (1950). Som hans huvudverk räknas eposet Die galeie van Jorik (1979).